# Popular Songs
Popular Songs è il quindicesimo album discografico in studio degli Yo La Tengo, pubblicato nel 2009.

## Tracce
1. "Here to Fall - 5:45
2. Avalon or Someone Very Similar - 3:17
3. By Two's - 4:29
4. Nothing to Hide - 2:46
5. Periodically Double or Triple - 3:53
6. If It's True - 2:39
7. I'm On My Way - 4:35
8. When It's Dark - 3:54
9. All Your Secrets - 4:26
10. More Stars Than There Are In Heaven - 9:39
11. The Fireside - 11:25
12. And the Glitter Is Gone - 15:54